# Goldstar FC-80
Goldstar FC-80 је кућни рачунар, производ фирме Goldstar који је почео да се израђује у Јапану током 1984. године.
Користио је Z80A као централни микропроцесор а RAM меморија рачунара FC-80 је имала капацитет од 64 KB. 

## Детаљни подаци
Детаљнији подаци о рачунару FC-80 су дати у табели испод.
|                       |                                                                                                 |
| [ 1 ]                 |                                                                                                 |
| Произвођач            |                                                                                                 |
| Тип                   | кућни рачунар                                                                                   |
| Меморија              | 64 KB                                                                                           |
| Поријекло             | Јапан                                                                                           |
| Година                | 1984                                                                                            |
| Тастатура             | QWERTY тастатура са тастерима пуног помака, 4 велика плава тастера смјера, 4 функцијска тастера |
| Процесор              |                                                                                                 |
| Фреквенција процесора | 3,6                                                                                             |
| RAM                   | 64 KB                                                                                           |
| ROM                   | 32 KB                                                                                           |
| Текст                 | 40 x 24                                                                                         |
| Графика               | 256 x 192, 32 спрајтова                                                                         |
| Боја                  | 16                                                                                              |
| Звук                  | General Instrument AY-2-8910 генератор звука                                                    |
| Димензије             | непознато                                                                                       |
| Портови               |                                                                                                 |
| Оперативни систем     |                                                                                                 |